# I Feel It All
Singles de Feist
1234
(2007)
Pistes de The Reminder
So Sorry My Moon My Man
I Feel It All est le dernier extrait de l'album The Reminder de Feist.